# Bornmuellera kiyakii
Bornmuellera kiyakii är en korsblommig växtart som beskrevs av Aytac och Aksoy. Bornmuellera kiyakii ingår i släktet Bornmuellera och familjen korsblommiga växter. Inga underarter finns listade i Catalogue of Life.